# Среднеречье
Среднеречье — село в Белинском районе Пензенской области России. Входит в состав Балкашинского сельсовета.

## География
Расположено в 3 км к востоку от села Балкашино, на р. Большой Чембар.

## Население
| 1747 | 1864 | 1897 | 1911 | 1926 | 1930 | 1959 |
| ---- | ---- | ---- | ---- | ---- | ---- | ---- |
| 260  | ↗426 | ↗548 | ↗696 | ↗877 | ↗959 | ↘439 |
| 1979 | 1989 | 1996 | 2002 | 2010 |      |      |
| ↘289 | ↘263 | ↘242 | ↘209 | ↘135 |      |      |

## История
Основано в конце 17 в. Входил в состав Балкашинской волости Чембарского уезда. После революции центр Рыковского (позже Среднереченского) сельсовета, после 1950-х в составе Балкашинского сельсоветов. Название Рыково сменено, по-видимому, в 1935 г., как вызывающее ассоциации с именем «врага народа» главы Совнаркома СССР А. И. Рыкова. Бригада колхоза имени Ленина.